# Texas Chaparrals 1970-1971
La stagione 1970-71 dei Texas Chaparrals fu la 4ª nella ABA per la franchigia.
I Texas Chaparrals arrivarono quarti nella Western Division con un record di 30-54. Nei play-off, dopo aver vinto la gara di tie-breaker con i Denver Rockets, persero la semifinale di division con gli Utah Stars (4-0).

## Classifica
| Squadra          | V  | P  | %    | GB |
| ---------------- | -- | -- | ---- | -- |
| Indiana Pacers   | 58 | 26 | 69,0 | -  |
| Utah Stars       | 57 | 27 | 67,9 | 1  |
| Memphis Pros     | 41 | 43 | 48,8 | 17 |
| Denver Rockets   | 30 | 54 | 35,7 | 28 |
| Texas Chaparrals | 30 | 54 | 35,7 | 28 |

## Roster
| N° | Naz.                   | Ruolo | Sportivo        | Anno | Alt. | Peso |
| -- | ---------------------- | ----- | --------------- | ---- | ---- | ---- |
| 10 | Stati Uniti (bandiera) | G     | Glen Combs      | 1946 | 188  | 84   |
| 11 | Stati Uniti (bandiera) | G     | Joe Hamilton    | 1948 | 178  | 73   |
| 12 | Stati Uniti (bandiera) | GA    | Ron Boone       | 1946 | 188  | 91   |
| 20 | Stati Uniti (bandiera) | G     | Donnie Freeman  | 1944 | 191  | 84   |
| 22 | Stati Uniti (bandiera) | A     | Bob Bedell      | 1944 | 201  | 93   |
| 23 | Stati Uniti (bandiera) | GA    | Levern Tart     | 1942 | 188  | 88   |
| 24 | Stati Uniti (bandiera) | GA    | Charles Beasley | 1945 | 196  | 86   |
| 31 | Stati Uniti (bandiera) | A     | Greg Wittman    | 1943 | 203  | 95   |
| 32 | Stati Uniti (bandiera) | C     | Ed Johnson      | 1944 | 203  | 93   |
| 33 | Stati Uniti (bandiera) | AC    | Rich Jones      | 1946 | 198  | 100  |
| 34 | Stati Uniti (bandiera) | G     | Tom Hagan       | 1947 | 191  | 84   |
| 35 | Stati Uniti (bandiera) | AC    | Wayne Hightower | 1940 | 203  | 87   |
| 40 | Stati Uniti (bandiera) | A     | Gary Bradds     | 1942 | 203  | 95   |
| 43 | Canada (bandiera)      | C     | Bobby Croft     | 1947 | 208  | 91   |
| 43 | Stati Uniti (bandiera) | AC    | Manny Leaks     | 1945 | 203  | 102  |
| 44 | Stati Uniti (bandiera) | AC    | John Beasley    | 1944 | 206  | 102  |
| 50 | Stati Uniti (bandiera) | C     | Willie Davis    | 1945 | 203  | 106  |
| 55 | Stati Uniti (bandiera) | AC    | Gene Moore      | 1945 | 206  | 102  |

## Staff tecnico
- Allenatori: Max Williams (5-14) (fino al 27 novembre)[1], Bill Blakeley (25-40)
- Vice-allenatore: Bill Blakeley (fino al 27 novembre)